# Mustazzoli
I mustazzoli sono dolci tipici di varie zone della Puglia (con larga diffusione nel Gargano e nel Salento), della Calabria e della Sicilia, a base di farina, zucchero, mandorle, limone, cannella, miele ed altri aromi. A volte sono ricoperti da una leggera glassa a base di cioccolato. È tra i prodotti agroalimentari tradizionali siciliani riconosciuti dal ministero delle Risorse agricole.

## Etimologia
Il termine mustazzoli deriva dal latino mustaceus ed è preda di varie paretimologie. Alcuni lo fanno derivare dal latino mustum, legato all'uso nelle antiche ricette contadine del mosto, col quale venivano preparati per essere più dolci., altri da mustax, cioè alloro. In origine si preparava il mustaceum, una focaccia per le nozze, un dolce avvolto in foglie di alloro che dava aroma durante la cottura. Da qui il proverbio loreolam in mustace quaerere, ovvero: cercare inutilmente nella focaccia le foglie di alloro che si erano bruciate nel forno. Un'altra origine potrebbe derivare dal greco antico μάσταξ (mástax) che significa bocconcini, affine a μαστάζω (mastázō) che significa masticare o mangiare.
I mustazzoli sono noti anche come: mustaccioli, zozzi (a causa della glassa al cioccolato sulla superficie), mostaccioli, mustazzueli, bisquetti, pisquetti, mustazzòli ‘nnasparati, scagliòzzi, scàiezzuli, castagnette.

## Aspetto e varianti
L'impasto dei mustazzoli è costituito da vino cotto, ovvero sciroppo di fichi secchi che non ha nulla in comune con il prodotto che porta lo stesso nome ma ottenuto dal mosto d'uva cotto, buccia d'agrumi, mandorle, miele, cannella, talvolta cotognata, granella di nocciole, cioccolata, frutta candita. Gli ingredienti devono riposare per qualche ora prima di essere lavorati a forma di piccoli biscotti alti e irregolari e poi cotti in forno, il prodotto viene poi ricoperto di glassa di zucchero e cacao. I mustazzoli hanno la caratteristica di essere molto croccanti, solo con l'aggiunta del burro, della margarina o dello strutto nell'impasto, si ottiene un prodotto molto più morbido e friabile ma che si discosta dalla ricetta tradizionale.
Ad Avigliano vi si trovano i taralli glassati aromatizzati all'anice detti mustazzuol' o mstazzuol.

## Storia

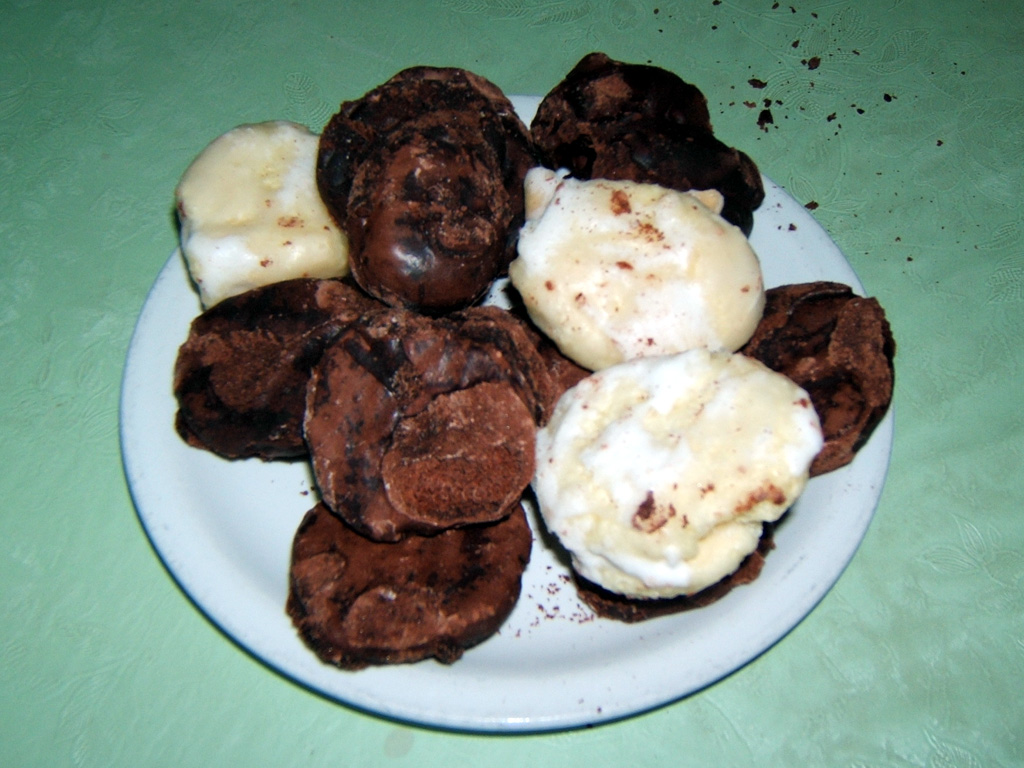
I dolcetti tipici salentini: li mustazzoli

I mustazzoli hanno origini magnogreche o romane, essendo citati da Teocrito fra IV e III secolo a.c. e da Catone il Censore nel secolo successivo. Era una tipica abitudine, ancora oggi in vita, cuocere e consumare questi dolci durante le ricorrenze e le feste sacre. Secondo la tradizione questi particolari biscotti potevano essere modellati in varie forme: per la tradizione cristiana forme di pesce e di uccello; per quella pagana forme di donna, serpente o lettere. In Sicilia dal settecento e fino a qualche decennio fa era una produzione tipica delle suore dei conventi di clausura.
Molte regioni rivendicano la paternità di questo biscotto, è usato tantissimo infatti in Puglia, in Sardegna, in Calabria, in Sicilia, nel Lazio, in Campania e in Lombardia.